# Wyco de Vries
Wijtze "Wyco" de Vries, född 13 maj 1968 i Bodegraven, är en nederländsk vattenpolospelare.
Wyco de Vries deltog i den olympiska vattenpoloturneringen vid olympiska sommarspelen 1996 i Atlanta där Nederländerna slutade på tionde plats.